# Бурковиця

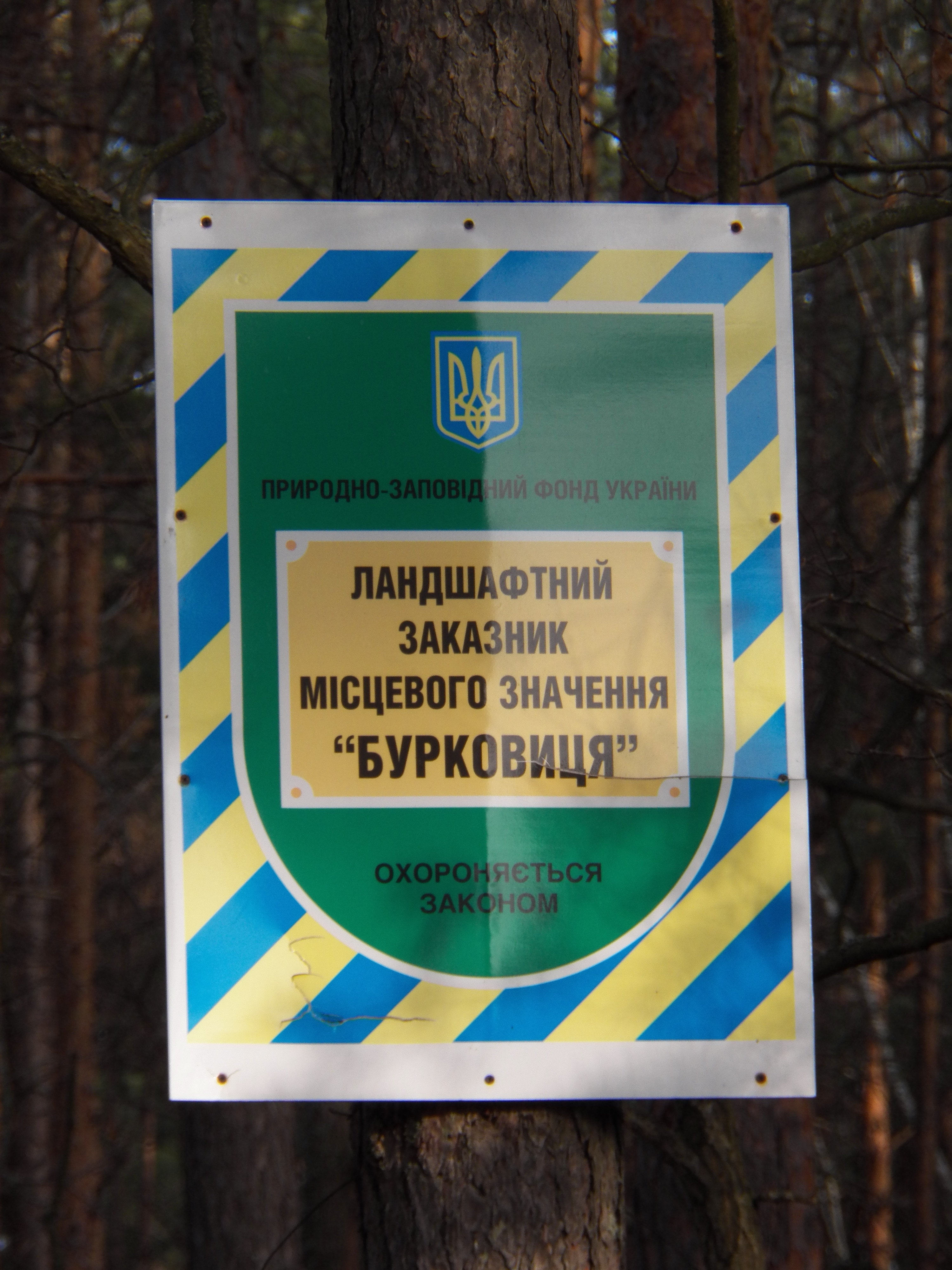

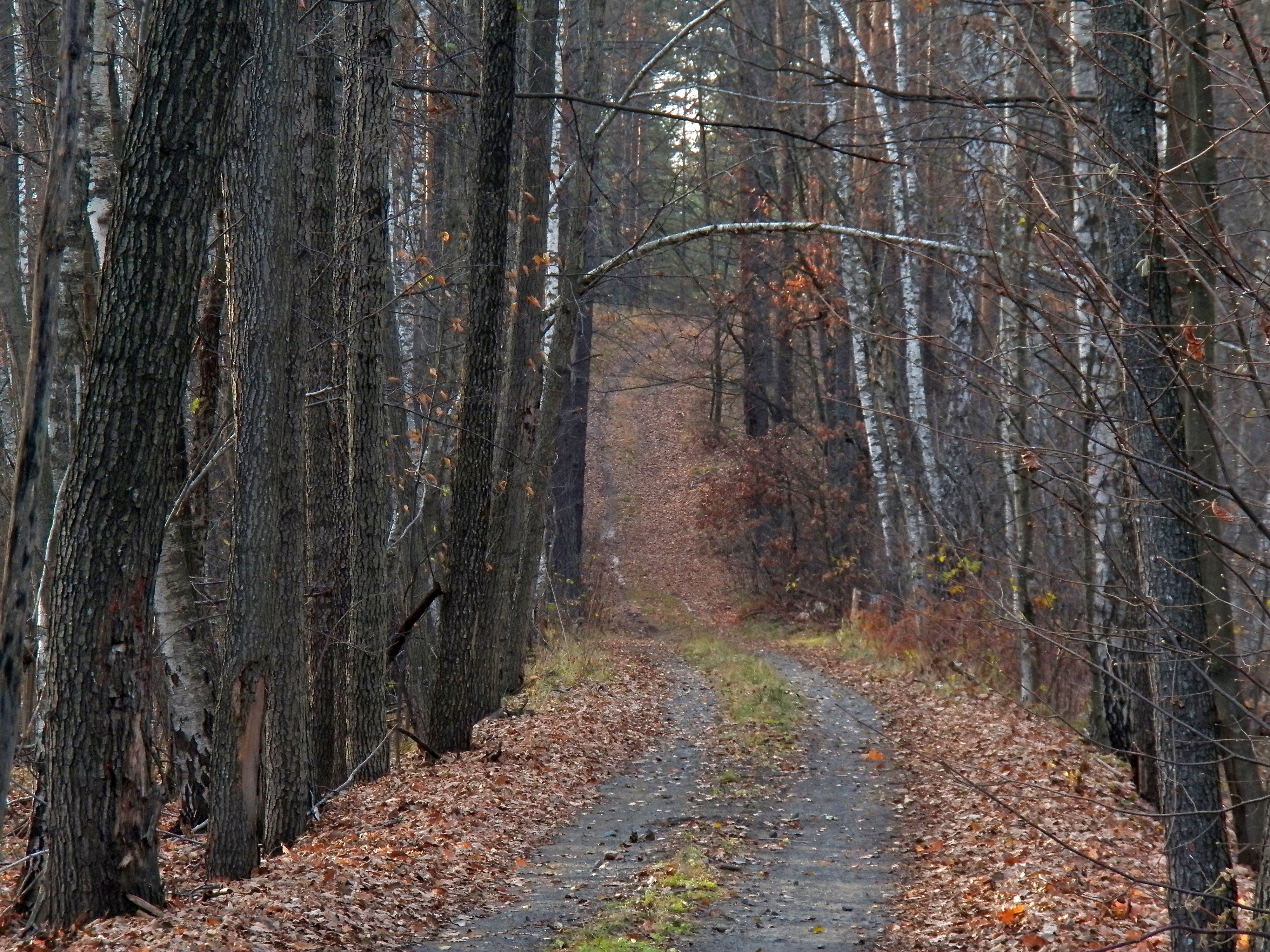
Бурковиця, Загальцівська сільська рада

Заказник «Бурковиця» — ландшафтний заказник місцевого значення, який розташований у межах Загальцівської сільської ради Бородянського району Київської області. Площа заказника становить 349 гектарів. Підпорядковується державному підприємству «Тетерівське лісове господарство». Частково розташоване у 29 та 39 кварталах Поташнянського лісництва та 32,33,47 та 48 кварталах Мирчанського лісництва. Заказник «Бурковиця» був утворений відповідно до рішення Київської обласної ради п'ятого скликання від 23 липня 2009 року № 490-25-V.  Наукове обгрунутвання створення заказника підготовлено експертами Ukrainian Nature Conservation Group.

## Рослинність

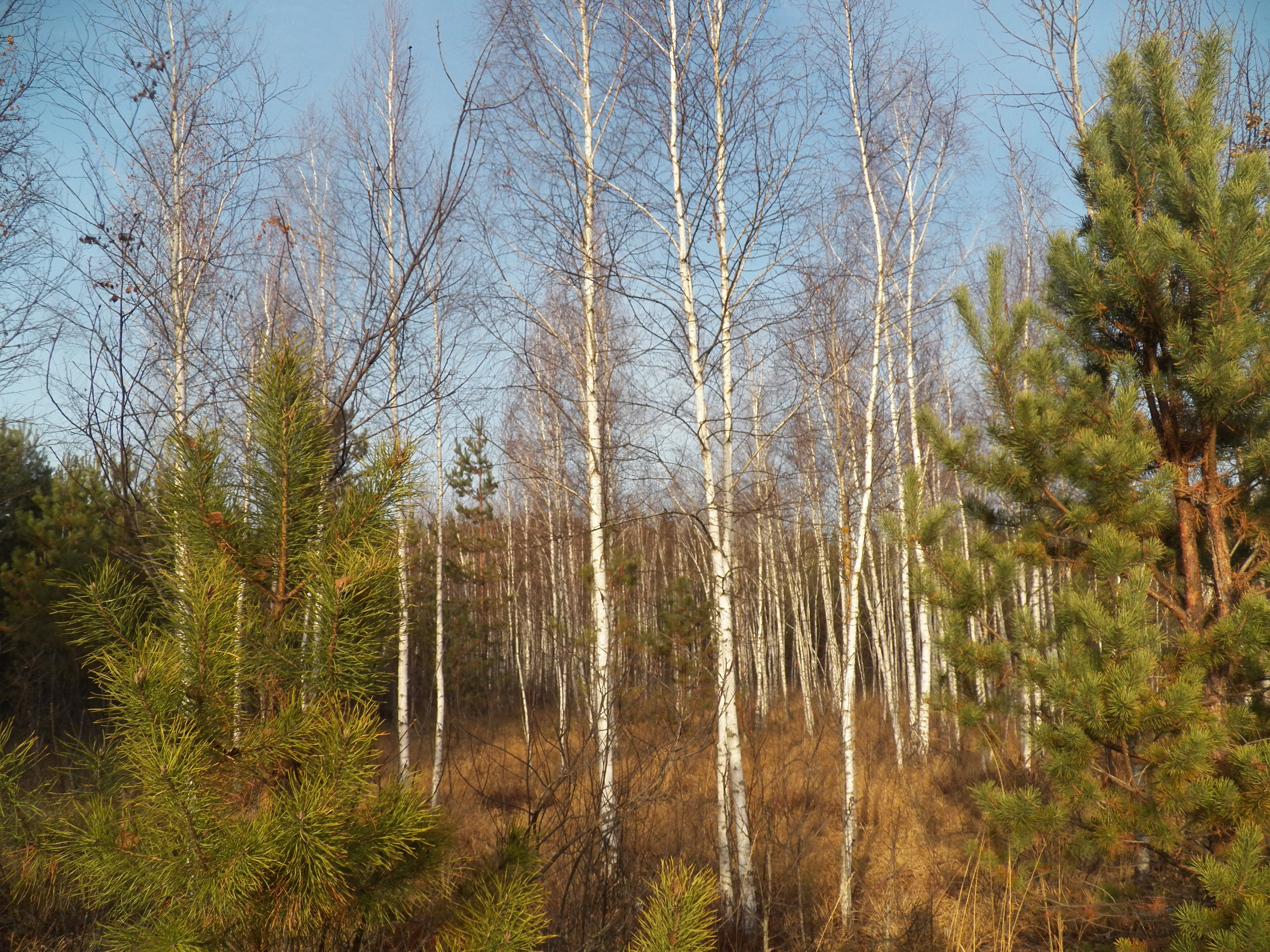
Бурковиця, Бородянський район, Загальцівська сільська рада

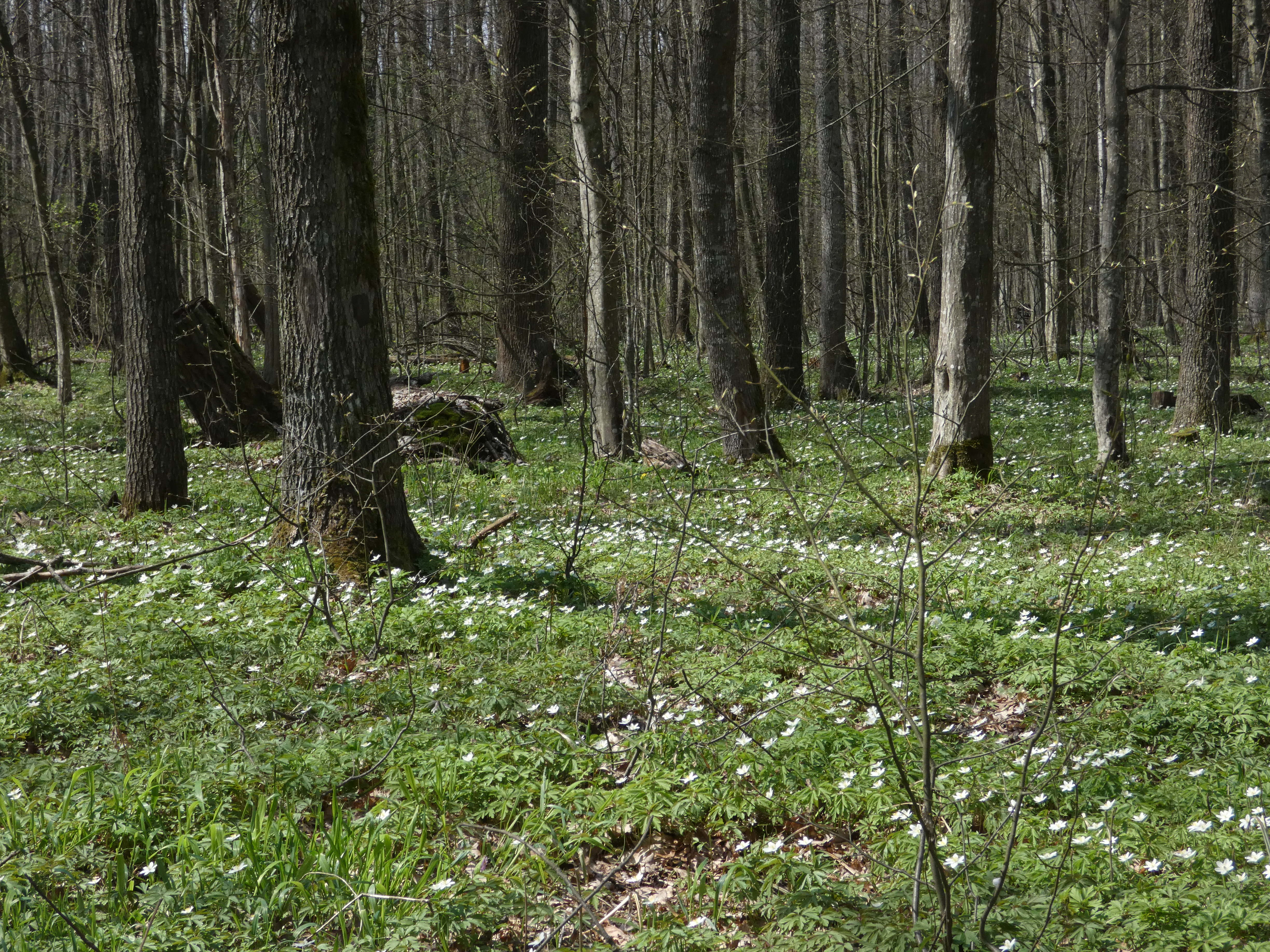
Бурковиця, весна

Рослинність на природоохоронній території представлена грабом звичайним, вільхою чорною, дубом черешчатим, сосною звичайною, березою бородавчастою та ясенем звичайним. Вздовж річки Бурковиці розташовуються болотні ділянки. Поблизу них зростають дубово-грабові насадження, вік яких складає від ста до ста п'ятдесяти років. Зустрічається ялівець звичайний. Серед трав'яних рослин поширення набули анемона дібровна, анемона жовтецева, ряст ущільнений, ряст подорожнистий, зірочник ланцетолистий, фіалка запашна, фіалка собача. На території мішаних та листяних лісів зростає незабудка болотна. У соснових лісах поширений верес звичайний, осока пальчаста, суниця лісова, чорниця звичайна, брусниця звичайна, зимолюбка зонтична.
Територія болотних комплексів містить півники болотні, сфагнові мохи, рогіз вузьколистий, осоку омську, березу повислу, очерет звичайний, калюжницю болотну. Представлена рослина любка дволиста, яка занесена до Червоної книги України. Один з видів, які зростають на природоохоронній території — тасон розкритий, був занесений до I Додатку Бернської конвенції. На деяких територіях зростає конвалія травнева та плаун булавидний. 
Мешкають ропуха звичайна,гадюка звичайна та вуж звичайний. Поширені такі види, як веретільниця ламка та ящірка прудка, які були занесені до II Додатку Бернської конвенції. Хижі птахи представлені канюком звичайним, совою вухатою та совою сірою. Зустрічаються представники ссавців: вепр, лисиця звичайна, заєць сірий, їжак білочеревий, сарна європейська та ласка. 
Заказник був створений з метою відтворення та збереження природних соснових лісів, у яких панує ялівець звичайний.